# Phenacoccus nurmamatovi
Phenacoccus nurmamatovi är en insektsart som beskrevs av Bazarov 1979. Phenacoccus nurmamatovi ingår i släktet Phenacoccus och familjen ullsköldlöss. Inga underarter finns listade i Catalogue of Life.